# 69 Dywizja Strzelecka (ZSRR)
69 Siewska Dywizja Strzelecka dwukrotnie odznaczona Orderem Czerwonego Sztandaru, orderami Suworowa i Kutuzowa (ros. 69-я стрелковая Севская дважды Краснознаменная орденов Суворова и Кутузова дивизия) – związek taktyczny piechoty Armii Czerwonej.

## Sformowanie dywizji
69 DS została sformowana 22 grudnia 1941 w Taszkencie (Środkowoazjatycki Okręg Wojskowy) jako 461 Dywizja Strzelecka. 14 lutego 1942 została przemianowana na 69 Dywizję Strzelecką.

## Skład
- 120 Pułk Strzelecki;
- 237 Pułk Strzelecki;
- 303 Pułk Strzelecki;
- 118 Pułk Artylerii;
- 161 Dywizjon Moździerzy (do 18 października 1942);
- 109 Samodzielny Szturmowy Dywizjon Przeciwpancerny
- 99 Batalion Sanitarny;
- 71 Batalion Medyczno-Sanitarny;
- 20 Kompania Zwiadu;
- 41 Samodzielny Batalion Łączności (15 Samodzielna Kompania Łączności);
- 102 Kompania Transportu Samochodowego;
- 925 Dywizjonowy Lazaret Weterynaryjny;
- 802 (1706) Stacja Poczty Polowej;
- 1102 Polowa Kasa Banku Państwowego.

## Udział w bojach
- 01 kwietnia 1942 – 04 lutego 1943;
- 18 lutego 1943 – 09 maja 1945.

## Dowódcy dywizji
- 22 grudnia 1941 – 04 stycznia 1943: kombrig, od 01 października 1942 gen. mjr Michaił Bogdanow;
- 05 stycznia 1943 – 05 grudnia 1943: płk, od 01 września 1943 gen. mjr Iwan Kuzowkow;
- 06 grudnia 1943 – 06 września 1944: gen. mjr Józef Sankowski;
- 07 września 1944 – 09 maja 1945: płk, od 02 listopada 1944 gen. mjr Fiodor Makarow.

## Nagrody i wyróżnienia
- 21 czerwca 1943 – Order Czerwonego Sztandaru;
- 31 sierpnia 1943 – honorowy wyróżnik SIEWSKA
- 15 stycznia 1944 – Order Suworowa;
- 25 lipca 1944 – Order Czerwonego Sztandaru;
- 4 czerwca 1945 – Order Kutuzowa.